# Список умерших в 1180 году
В этой статье представлен список известных людей, умерших в 1180 году.
См. также: Категория:Умершие в 1180 году'

## Январь
- 9 января — Собеслав II — князь Чехии (1173—1178). Умер в изгнании.
- 18 января — Олег Святославич — князь Путивльский (1157—1159), князь Курский (1159—1164), князь Новгород-Северский (1164—1170)
- 23 января — Эберхард I фон Альтена-Берг — первый граф Альтена (1161—1180)

## Февраль
- 6 февраля — Тереса Фернандес де Траба[англ.] — королева-консорт Леона (1179—1180), умерла при родах

## Март
- 7 марта — Бертольд I — граф Тироля (1165—1180).
- 11 марта — Гуго[нем.] — епископ Вердена (1167—1180)
- 30 марта — Аль-Мустади — багдадский халиф из рода Абасидов (1170—1180)

## Апрель
- 26 апреля — Джон Гринфордский[англ.] — епископ Чичестера (1173—1180)

## Май
- 15 мая — Гуго фон Хассенбург[нем.] — епископ Базеля (1180)

## Июнь
- 13 июня — Мстислав Ростиславич Храбрый — князь Белгородский (1161—1163, 1167—1171), князь Смоленский (1175—1176), князь Новгородский (1179—1180), святой Русской Церкви[1].
- 14 июня — Роман Ростиславич — князь Смоленский (1159—1171, 1172—1174, 1176—1180), князь Новгородский (1154, 1178—1179), великий князь Киевский (1171—1173, 1174—1176)
- 20 июня:
  - Минамото-но Ёримаса — японский военачальник из рода Минамото, активный участник войны Тайра и Минамото конца XII века. покончил с собой, совершив сэппуку (первый известный случай совершения самураем харакири в результате военного поражения};
  - Принц Мотихито — японский принц, сын Императора Го-Сиракавы, активный участник войны Тайра и Минамото. Убит.
- 27 июня — Туран-шах ибн Айюб, брат, военачальник и ближайший соратник египетского султана Салах ад-Дина Юсуфа из курдской династии Айюбидов.

## Июль
- 8 июля — Альберт Генуэзский — святой Римско-Католической Церкви, член монашеского ордена цистерцианцев, отшельник.

## Август
- 4 августа — Райнерий Салонский[англ.] — архиепископ Сплита (1175—1180), святой римско-католической церкви, убит[2].
- 16 августа — Констанция Французская — дочь французского короля Людовика VI Толстого, графиня-консорт Булони (1151—1153), как жена Евстахия IV, графиня-консорт Тулузы (1154—1165), как жена Раймунда V Тулузского

## Сентябрь
- 18 сентября — Людовик VII Молодой — король Франции (1137—1180) (c 1131 — соправитель отца), участник второго крестового похода
- 24 сентября — Мануил I Комнин (61) — византийский император (1143—1180).

## Октябрь
- 6 октября — Амальрик Несль[англ.] — католический патриарх Иерусалима (1157—1180)
- 25 октября — Иоанн Солсберийский — англо-французский богослов, схоластик, писатель, педагог, епископ Шартра (1176—1180), автор одного из первых педагогических трудов «Металогик».

## Ноябрь
- 14 ноября — Уа Туатейл, Лоркан (Лаврентий Дублинский) — архиепископ Дублина, дипломат, святой Римско-Католической церкви, покровитель Ирландии[3].

## Дата неизвестна или требует уточнения
- Абу Тахир ас-Силафи, исламский богослов, хадисовед, шафиитский правовед.
- Авраам ибн Дауд, еврейский богослов-философ, историк и астроном, живший в мусульманской Испании.
- Бектер — старший сводный брат Чингисхана. Убит Темуджином и его братом Хасаром.
- Гискар де Руси, граф де Руси с не позднее 1160.
- Гуго IV, виконт Шатодёна (с 1145).
- Елтук, половецкий хан.
- Жоселин де Лувен, английский барон.
- Иннокентий III — антипапа (1179—1180). Умер в заключении после отречения.
- Иоанн Севильский, переводчик с арабского языка Толедской школы переводчиков.
- Иоанн Цец, византийский филолог, комментатор античных авторов.
- Казимир I — первый герцог Померании — Деммин (1155/56-1180).
- Козёл Сотанович, половецкий хан.
- Гуго де Мортимер — англонормандский барон из рода Мортимеров, лорд Вигмор (1137—1180). Дата смерти предположительна.
- Сайф ад-Дин Гази II ибн Маудуд[англ.] — зангидский эмир Мосула (1170—1180).
- Самуил Марокканский, арабский философ, математик, врач и астроном еврейского происхождения; ренегат (принял ислам; 1163); автор знаменитого сочинения «Ifham al-Jahud» («Опровержение евреев») об ошибках своей первой веры.
- Стюркар сын Одди[исп.] — исландский законоговоритель (1171—1180)
- Чжан Ши — учёный-неоконфуцианец, один из «трёх мудрецов с Юго-востока»
- Ярослав Изяславич — Князь Туровский (1146), князь Новгородский (1148—1154), великий князь Киевский (1173—1174 с перерывом). Дата смерти приблизительна.